# سكانسكا

شعار شركة سكانسكا

سكانسكا (التلفظ السويدي: ‎[ˈskânːska]‏) هي شركة بناء وتطوير متعددة الجنسيات مقرها في السويد. سكانسكا هي خامس أكبر شركة إنشاءات في العالم وفقًا لمجلة كونستركشن غلوبل . تشمل مشاريع سكانسكا البارزة تجديد مقر الأمم المتحدة، ومشروع مركز النقل التجاري العالمي، وقاعة موينيهان للقطار، و30 سانت ماري آكس، واستاد ميتلايف، ومستشفى ماتر دي، وغيرها.

## التاريخ
تأسست في مالمو، السويد، في عام 1887 من قبل رودولف فريدريك بيرغ لتصنيع منتجات الخرسانة. سرعان ما نوّعت إلى شركة إنشاءات وفي غضون عشر سنوات تلقت الشركة أول طلب دولي لها. لعبت الشركة دورًا مهمًا في بناء البنية التحتية في السويد ومنها الطرق ومحطات الطاقة والمكاتب والمساكن.
تبع النمو في السويد توسع دولي. في منتصف الخمسينيات من القرن الماضي، قامت الشركة بتحرك كبير في الأسواق الدولية. خلال العقود التالية دخلت أمريكا الجنوبية وأفريقيا وآسيا، وفي عام 1971 سوق الولايات المتحدة، حيث أصبحت اليوم من بين أكبر الأسواق في قطاعها. تم إدراج الشركة في قائمة بورصة ستوكهولم للأوراق المالية في عام 1965. وفي عام 1984، أصبح اسم «سكانسكا»، الذي كان مستخدمًا دوليًا بالفعل، هو الاسم الرسمي للمجموعة.
خلال الجزء الأخير من التسعينيات، توسعت شركة سكانسكا بشكل كبير سواء من الناحية التطوير الداخلي أو عن طريق الاستحواذ. في أغسطس 2000 اشترت قسم البناء في كيفارنر.
في منتصف عام 2004، قررت شركة سكانسكا تصفية استثماراتها الآسيوية وباعت فرع الشركة التابعة لها في الهند إلى الشركة الايطالية التاليلندية للتطوير، التي يقع مقرها في تايلاند.
في عام 2011 ، استحوذت شركة سكانسكا على شركة اندستريال كونتراكتورس ايفانسفيل، في إنديانا، الولايات المتحدة.

## العمليات
تقسم سكانسكا عملياتها إلى أربعة مجالات عمل:
| مجال الأعمال            | الإيرادات السنوية، متوسط 5 سنوات (2010 إلى 2014) |
| ----------------------- | ------------------------------------------------ |
| بناء                    | 116152 مليون كرونة سويدية                        |
| التطوير السكني          | 8721 مليون كرونة سويدية                          |
| تطوير العقارات التجارية | 6691 مليون كرونة سويدية                          |
| تطوير البنية التحتية    | 219 مليون كرونة سويدية                           |

البناء هو أكبر نشاط تجاري من حيث الإيرادات وعدد الموظفين. تتضمن مجالات الأعمال الأخرى الاستثمار في المشاريع الغير منتهيه. فيما يتعلق بتطوير البنية التحتية، غالبًا ما يتضمن ذلك شراكات بين القطاعين العام والخاص. جغرافيا، تعمل المجموعة على أساس وحدات الأعمال المحلية.

### البيئة
كانت سكانسكا الأولى في «البناء الأخضر» في الولايات المتحدة في عام 2007  واحتلت المرتبة رقم الثالثة في «المقاول الأخضر» في الولايات المتحدة عام 2008. في عام 2011 ، صنفت شركة سكانسكا على أنها الشركة الأكثر مراعاة للبيئة في المملكة المتحدة، على الرغم من انتمائها إلى صناعة ذات تأثير بيئي سلبي مرتفع بشكل عام. في عام 2014 ، فازت شركة سكانسكا بجائزة «الجرأة في الأعمال» من فاينانشال تايمز وارسيلور ميتال في فئة «مسؤولية الشركة / البيئة».
وصفت صحيفة فاينانشيال تايمز سكانسكا في عام 2014 بأنها تهدف إلى أن تكون «المقاول الأكثر خضرة في العالم»، في حين أن لديها 57000 موظف و 100000 مورد و 250.000 مقاول، الذين يقدمون أكثر من 10000 مشروع سنويًا. إن الرؤية الرسمية التي صرحت بها شركة سكانسكا هي «الأصفار الخمسة»: صفر مشاريع خاسرة، صفر حوادث في مواقع العمل، صفر حوادث بيئية، صفر انتهاكات اخلاقية، وصفر اخطاء.
في المملكة المتحدة، أسست شركة سكانسكا «مدرسة استدامة سلسلة التوريد»، وهي مبادرة للتعلم الإلكتروني من أجل تثقيف موردي البناء حول الاستدامة. نظرًا لأنه يتم مشاركة الموردين بشكل متكرر بين شركات البناء، تدار المدرسة بالشراكة مع العديد من المنافسين. في يوليو 2013 ، انسحبت شركة سكانسكا من غرفة التجارة الأمريكية، احتجاجًا على معارضة الغرفة لإصلاح معايير الريادة للمباني المستدامة.
كانت شركة سكانسكا أول شركة في الصناعة تنفذ معايير ايزو 14000 على مستوى العالم، حيث تم اعتماد جميع وحدات أعمالها وفقًا لـ ايزو 14001 منذ عام 2000 ، وكانت أول شركة إسكندنافية لديها خط ساخن عالمي مستقل للإبلاغ عن المخالفات. 

### السوق
اعتبارًا من مارس 2015 ، ركزت شركة سكانسكا على الأسواق المختارة التالية:
- السويد والنرويج وفنلندا والدنمارك في منطقة دول الشمال
- بولندا وجمهورية التشيك وسلوفاكيا والمجر ورومانيا والمملكة المتحدة في بقية أوروبا
- الولايات المتحدة وأمريكا الشمالية

سكانسكا بصدد الخروج من عملياتها في الأرجنتين والبرازيل وبيرو وتشيلي وكولومبيا وفنزويلا. حيث ستتوقف شركة سكانسكا عن قبول المشاريع الجديدة في سوق أمريكا اللاتينية وستتخلص من وحدات التشغيل والصيانة الخاصة بها هناك.
| المنطقة                         | عدد الموظفين | الإيرادات (2014)        |
| ------------------------------- | ------------ | ----------------------- |
| دول الشمال                      | 17000        | 64.0 مليار كرونة سويدية |
| بقية أوروبا                     | 17000        | 35.0 مليار كرونة سويدية |
| أمريكا الشمالية                 | 10000        | 49.9 مليار كرونة سويدية |
| أمريكا اللاتينية (يجري إغلاقها) | 14000        | لا تتوافر بيانات        |

تنشط شركة سكانسكا في البناء وتطوير العقارات التجارية (مباني المكاتب ومراكز التسوق والممتلكات اللوجستية) وتطوير البنية التحتية (الطرق والمستشفيات والمدارس) في جميع مناطق السوق الثلاثة. تخطط الشركة وتطور وتبني منازل في منطقة الشمال وبقية أوروبا.
في عام 2013 ، احتلت شركة سكانسكا المرتبة التاسعة بين أكبر مقاول في العالم،  وفي عام 2014 ، كانت سابع أكبر مقاول في الولايات المتحدة.
خلال فترة الـ 12 شهرًا المنتهية في سبتمبر 2014، كانت شركة سكانسكا أكبر شركة إنشاءات من حيث إجمالي الإيرادات في بلدان الشمال الأوروبي. حيث ان أكبر ست شركات في هذه المنطقة هي:
| الشركة       | دولة    | إيرادات 12 شهرًا          |
| ------------ | ------- | ------------------------ |
| سكانسكا      | السويد  | 145.0 مليار كرونة سويدية |
| NCC          | السويد  | 59.2 مليار كرونة سويدية  |
| بايب         | السويد  | 44.2 مليار كرونة سويدية  |
| فيديكي       | النرويج | 25.4 مليار كرونة سويدية  |
| Lemminkäinen | فنلندا  | 18.7 مليار كرونة سويدية  |
| YIT          | فنلندا  | 16.7 مليار كرونة سويدية  |

## المشاريع الكبرى

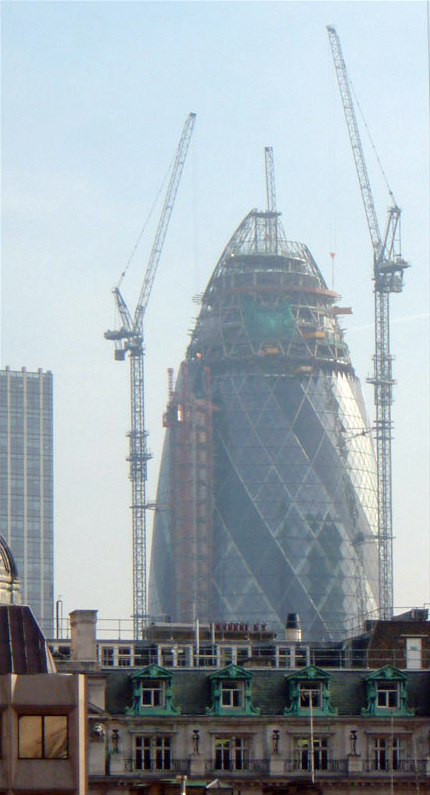
العمل على برج سويس ري ، أحد أكثر أعمال شهرة. تم بناء البرج بين عامي 2001 و 2004، وكان إضافة رئيسية لأفق لندن.

### أوروبا
تضمنت المشاريع الرئيسية جسر أوريسند الذي يشكل جزءًا من الطريق ووصلة السكك الحديدية بين السويد والدنمارك، اكتمل في عام 2000 ،  مستشفى الملكة إليزابيث، لندن، الذي اكتمل في عام 2001 ،  جناح اليوبيل الذهبي في مستشفى كينغز كوليدج، تم الانتهاء منه في عام 2002 ،  30 سانت ماري آكس في لندن، تم الانتهاء منه في عام 2004 ،  تم الانتهاء من تجديد المبنى الرئيسي لوزارة الدفاع في عام 2004. مستشفى كوفنتري الجامعي، الذي تم الانتهاء منه في عام 2006 ،  مستشفى ماتر دي في مالطا، اكتمل في عام 2007 ،  مستشفى ديربي الملكي، اكتمل في عام 2010 ،  الانتهاء من مستشفى والسال مانور في عام 2010،  برج هيرون، تم الانتهاء منه في عام 2011 ،  مستشفى كينغز ميل في آشفيلد، تم الانتهاء منه في عام 2011،  مركز برنت سيفيك، تم الانتهاء منه في عام 2013 ،  ابنية جديدة لمستشفى لندن الملكي، تم الانتهاء منه في عام 2015  وإعادة تطوير مستشفى سانت بارثولوميو، الذي تم الانتهاء منه في عام 2016.
تشارك سكانسكا أيضًا في مشروع هاي سبيد 2 في المملكة المتحدة، وتعمل كجزء من مشروع مشترك، من المقرر أن يكتمل هذا المشروع في عام 2031.

### الولايات المتحدة
تشمل المشاريع الكبرى في الولايات المتحدة استاد ميتلايف (موطن فريق نيويورك جاينتس وفريق نيويورك جتس)، الذي اكتمل في عام 2010. في عام 2010، حصلت شركة سكانسكا على عقد قيمته 115 مليون دولار (840 مليون كرونة سويدية) من قبل وزارة النقل بولاية واشنطن لبناء طريق رقم 99 في وسط مدينة سياتل، واشنطن، وهو جزء من المشروع لاستبدال جسر طريق ألاسكا. قامت شركة سكانسكا أيضًا بتطوير العديد من المباني التجارية والسكنية في منطقة سياتل، بما في ذلك مبنى المكاتب الشاهقة 2 &amp; U في وسط مدينة سياتل.
تشمل المشاريع الرئيسية الأخرى تجديد وإضافة مقر الأمم المتحدة، الذي اكتمل في عام 2014 ،  ترميم موقع مركز التجارة العالمي بما في ذلك إزالة الأنقاض، وإعادة بناء هيئة ميناء ترانس هدسون وأنفاق مترو أنفاق مدينة نيويورك، وإنشاء مركز نقل مركز التجارة العالمي، الذي اكتمل في عام 2015  (بما في ذلك مدخل محطة «أوكيولوس» الذي صممه سانتياغو كالاترافا)،  اكتمل مشروع نفق الجادة الثانية لمترو الأنفاق في عام 2016  وقاعة قطار موينيهان في عام 2020.
تعد سكانسكا أيضًا جزءًا من مشروع مشترك في مشروع ذا سكيث ستريت فيادكت ريبليسمنت مع شركة ويتبكي اند ستيسي، ومن المقرر اكتماله في عام 2020.

## الجوائز والتقدير
تم اختيار الرئيس التنفيذي لشركة سكانسكا في أمريكا ورئيسها، ريتشارد كينيدي، في جائزة Construction Dive Awards لعام 2019. كما تم الاعتراف بشركة سكانسكا لعضويتها في المجلس الاستراتيجي للتحليلات التنبؤية، والذي أطلق عليه كونستركتف دايف لقب مبتكر العام لعام 2019.

## الخلافات

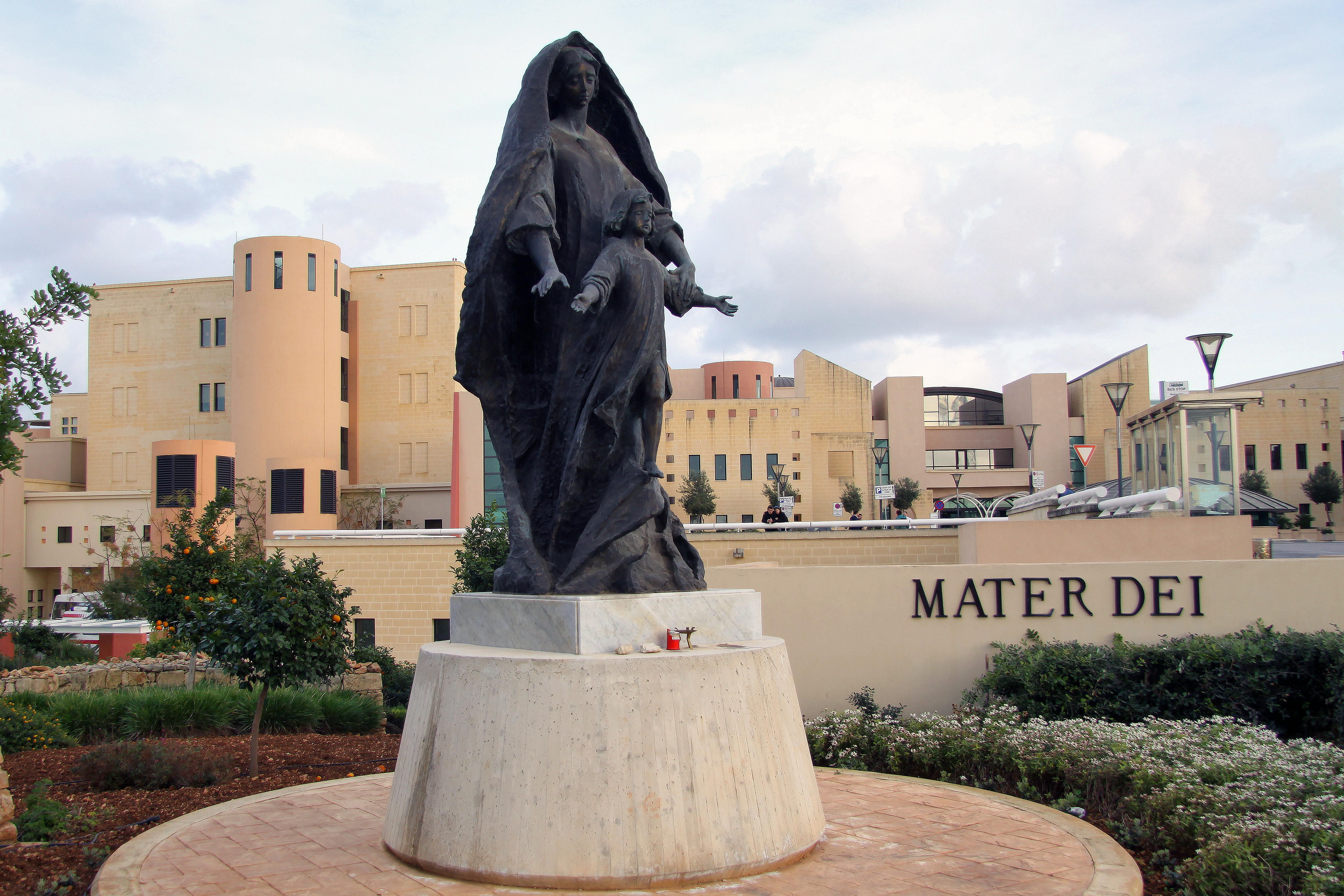
مستشفى ماتر دي

في عام 1996 تم تكليف سكانسكا ببناء «مستشفى عام على أحدث طراز»، وهو مستشفى ماتر دي، بتكلفة تزيد عن 700.000.000 يورو في مالطا. في وقت لاحق، تم اكتشاف أن سكانسكا قد استخدمت أسمنتًا منخفض الجودة من النوع الذي يستخدم عمومًا لبناء الأرصفة. نتيجة لذلك، لم يتمكن المستشفى من تطوير طوابق إضافية أو بناء مهبط للطائرات العمودية على السطح. كانت الشركة ذات مسؤولية محدودة ضمن العقد.
في عام 2005 ، حصلت شركة سكانسكا على عقد كبير لخط أنابيب الغاز الطبيعي في الأرجنتين. في عام 2007 ، تورطت الشركة في تقارير الرشوة التي تنطوي على مدفوعات غير قانونية لمسؤولين حكوميين فيما يتعلق بمنح المشروع. تم القبض على ستة مديرين سابقين لشركة سكانسكا بالإضافة إلى مستشار سابق بتهمة التهرب الضريبي. أجرت سكانسكا تحقيقاتها الخاصة، وطردت سبعة موظفين، وعملت بشكل وثيق مع السلطات فيما يتعلق بالتحقيق. فيما بعد، اثيرت مزاعم رشوة بخط أنابيب لشركة بتروبراس في البرازيل،  مما دفع شركة سكانسكا إلى منعها من تقديم عطاءات للعمل لمدة عامين من قبل الحكومة البرازيلية،  والانسحاب تمامًا من العمليات في أمريكا الجنوبية.
شركة تافالغار هاوس بلص المملوكة لشركة سكانسكا في المملكة المتحدة كانت متورطة مع جمعية الاستشاريين في المملكة المتحدة، والتي تم الكشف عنها في عام 2009 لتشغيل قائمة سوداء غير قانونية في مجال البناء والانشائات. تم الإبلاغ عن سكانسكا لتكون المستخدم الأكثر إنتاجًا لخدمات جمعية الاستشاريين في المجال، حيث أنفقت أكثر من 28000 جنيه إسترليني بالإضافة إلى اشتراك سنوي بقيمة 3000 جنيه إسترليني. لاحقًا، كانت شركة سكانسكا من بين ثماني شركات أطلقت مخطط تعويض عمال البناء في عام 2014 ،  أدين بأنه «حيلة علاقات عامة» من قبل اتحاد GMB ، ووصفته لجنة الشؤون الاسكتلندية المختارة بأنه «عمل سيئ النية». في ديسمبر 2017 ، أعلنت يونايت يونين أنها أصدرت إجراءات في المحكمة العليا ضد أربعة رؤساء سابقين لجمعية الاستشارات، من بينهم مدير العلاقات الصناعية السابق لشركة سكانسكا، ستيفن كوانت، بدعوى انتهاك الخصوصية والتشهير وجرائم قانون حماية البيانات. وقالت يونايت أيضا إنها تتخذ إجراءات ضد 12 مقاولا رئيسيا من بينهم سكانسكا.
في ديسمبر 2013 ، أكدت المحكمة العليا للجمهورية السلوفاكية أن شركة سكانسكا شاركت في كارتل التلاعب بالعطاءات لشركات البناء (جنبًا إلى جنب مع شركات مجموعة ستراباغ ومجموعة موتا إنجيل) في عام 2004. ارتبط السلوك غير القانوني بمناقصة تنفيذ أعمال بناء الطريق السريع D1 من منغوسفس إلى جانوفس في شرق سلوفاكيا.
في 16 سبتمبر 2020 ، فشلت شركة سكانسكا في تأمين 20 مركبًا في موقع العمل مايل بريدج 3 وحوله في خليج بينساكولا قبل الإعصار الوشيك سالي. قامت العديد من المراكب بالاصطدام بالجسر المشيد حديثًا مما أدى إلى تدمير أجزاء كبيرة منه، تاركًا الجسر غير سالك وغير آمن للقيادة عليه. هذا الجسر هو شريان اقتصادي حاسم لمنطقة بينساكولا ونسيم الخليج. حيث ان أكثر من 55000 مركبة تمر على الجسر يوميًا. كان لعدم قدرة العديد من الأفراد على الانتقال إلى وظائفهم ومنازلهم وشركاتهم تأثير ضار على المنطقة. ومن بين المراكب المارقة، جرف الكثير منها الشاطئ في ساحات السكن وعلى الطرقات. اعتبارًا من 22 سبتمبر، فشلت سكانسكا في معالجة الكارثة مع السكان.

## روابط خارجية
- الموقع الرسمي